# Concordia Subglacial Lake
Concordia Subglacial Lake är en sjö i Antarktis. Den ligger i Östantarktis. Australien gör anspråk på området. Concordia Subglacial Lake ligger 3 227 meter över havet.